# NGC 6387
NGC 6387 ist eine 15,7 mag helle kompakte Seyfertgalaxie (Typ 1) vom Hubble-Typ C im Sternbild Drache.
Sie wurde am 22. Juli 1886 von Lewis A. Swift entdeckt.